# Paragobiodon echinocephalus
Paragobiodon echinocephalus és una espècie de peix de la família dels gòbids i de l'ordre dels perciformes.

## Morfologia
- Els mascles poden assolir 4 cm de longitud total.[4]

## Reproducció
És monògam.

## Hàbitat
És un peix marí, de clima tropical i associat als esculls de corall.

## Distribució geogràfica
Es troba des del Mar Roig i l'Àfrica oriental fins a les Illes Marqueses, les Tuamotu, les Illes Ryukyu i l'Illa de Lord Howe.

## Observacions
És inofensiu per als humans.